# Antiguidade Tardia
Antiguidade Tardia é o período de transição entre a Antiguidade Clássica greco-romana e a Idade Média, tanto na Europa continental quanto no mundo Mediterrâneo. Essa transição não possui uma periodização ou corte cronológico preciso, nem se deu devido a um único acontecimento isolado. Há uma grande zona temporal entre a queda do mundo antigo e a emergência da Idade Média, com diversas ambiguidades, onde as rupturas e permanências entre as estas duas fases se confrontam. No entanto, alguns historiadores situam esse período entre os séculos IV e VIII, ou até mesmo entre o século III, quando houve a crise do terceiro século, e o século VIII.

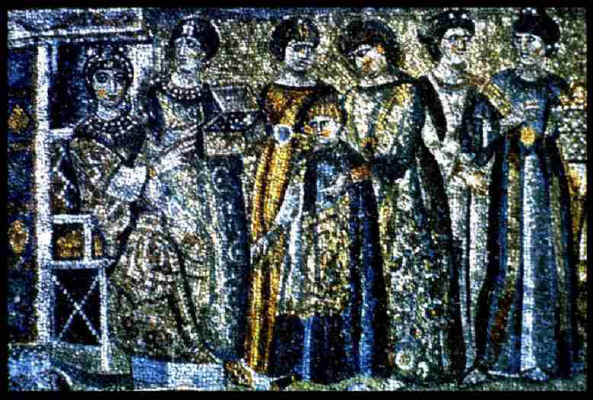
Mosaico cristão na Basílica de Santa Maria Maior, Roma.

O termo Spätantike, literalmente "antiguidade tardia", tem sido usado por historiadores de língua alemã desde sua popularização por Alois Riegl no início do século XX. Em inglês, o conceito teve como principal defensor Peter Brown, cujo levantamento The World of Late Antiquity (1971) revisou a visão pós-Gibbon de uma cultura clássica árida, caduca e ossificada, em prol de um tempo vibrante de renovações e começos, e cujo The Making of Late Antiquity oferecia um novo paradigma para a climatérica transformação na cultura ocidental, em confronto com The Making of the Middle Ages de sir Richard Southern.

Europa Ocidental no fim do século V.

As continuidades entre a Roma Imperial, como foi organizada por Diocleciano, e a Alta Idade Média são ressaltadas por autores que desejam enfatizar que as sementes da cultura medieval já estavam se desenvolvendo no Império Romano cristão,  que assim também continuou no Império Bizantino. Simultaneamente, algumas tribos germânicas tais como os ostrogodos e visigodos viam-se a si mesmos como perpetuadores da tradição "romana". Embora o emprego da expressão "Antiguidade tardia" sugira que as prioridades sociais e culturais da Antiguidade clássica perduraram através da Europa até a Idade Média, o uso de "Alta Idade Média" enfatiza o rompimento com o passado clássico, e a expressão "migrações dos povos bárbaros" enfatiza as rupturas no mesmo período de tempo.

## A Noção de tempo histórico e a sua relação com o debate
No limiar da historiografia, sob a lente da perspectiva de pseudoneutralidade defendida pela revolução iluminista, a concepção de tempo histórico se limitou a um perspectiva  tecnico-instrumental de datação,  que incitavam em uma suposta unicidade nos processos de ruptura da estrutura social, desconexas com a pluralidade representativa da realidade concreta da experiência vivida, permitindo, dessa forma, que haja uma lacuna interpretativa sobre o passado. Em contrapartida, surge em meio a esse cenário a necessidade de transformação da concepção moderna de tempo histórico. Consoante a isso, ressalta-se a contribuição apresentada pelo célebre filósofo, Reinhart Koselleck para desenvolvimento da historiografia, ao ratificada na obra "Futuro Passado – contribuição à semântica dos tempos históricos"  uma proposta de temporalidade crítica e consciente de seu tempo, vista como um elemento inerente as tensões sociais, culturais e políticas do presente entre e o "campo de experiências" e o "horizonte de expectativas".
Assim, ao amplia o quadro de debates entorno dos estudos históricos, a tese edificada pelo intelectual rompe com a tradição uniformizadora e unilateral da historiografia e estimula uma reflexão crítica sobre o caráter ideológico intrínseca ao campo da periodização.
Nesse aspecto, vale-se fazer um reflexão acerca das nuances e complexidades que abarcam  os conceitos de "Antiguidade tardia" e "alta idade média" presentes nas múltiplas formas de  periodização, destacando, assim , a disputas ideológica pelo passado por trás dos estudos historiográfico.

### A visão historiográfica da termologia Antiguidade Tardia
A Antiguidade Tardia produz um revisionismo a partir da perspectiva de que houve invasões bárbaras e esse teria sido o fator determinante para que ocorresse a queda do Império Romano, a partir desta perspectiva a Idade Tardoantiga vira o seu olhar para uma história cultural, deixando de lado o antigo enfoque centrado apenas para o cenário político e econômico, muda a sua visão para uma história material e cultural, trazendo uma análise defendida pelos antiquistas, de que ainda que houvesse a queda do Império Romano, ocorre uma continuidade das estruturas políticas e culturais deste período.
Ademais, ao olhar para o passado os estudiosos antiquistas percebem que em 476 a.C., quando ocorreu a morte do último Imperador Romano, não foi considerado um marco tão doloroso para população romana quanto os ataques pelos visigodos, em 410 a.C., pois este ocorrido teria acabado com a perspectiva de que o Império Romano era composto por um campo militar muito bem treinado, sendo assim impossível adentrar neste poderoso Império.
Além de se perceber invasões bárbaras, com o passar do tempo também ocorreu migrações bárbaras, como colocado por José D’ Assunção Barros, os visigodos trabalhavam no exército de Roma sendo contratados como “mercenários”, esses indivíduos estavam ali trabalhando, neste momento existia assim uma anexação entre os povos germânicos e os romanos, a partir desta perspectiva para os antiquistas seria inegociável o uso de uma nova terminologia que não fosse a chamada “Antiguidade Tardia”, pois este período é marcado por resquicios deixados pela Antiguidade Clássica, sendo assim um processo de grandes mudanças tardiamente que ainda pertencia a Idade Antiga.

#### A visão historiográfica da termologia Alta Idade Média
A priori se faz necessário compreender que historiograficamente o período está em debate, existe um confronto entre os historiadores em relação a datação e periodização de tal época, logo para não generalização do termo é correto analisar a visão dos principais historiadores acerca do assunto. Para a maioria dos historiadores que defendem a Alta Idade Média o período começa aproximadamente no século V d.c e termina em XI d.C.
É indispensável salientar que o termo Idade Média surge a partir de quem irá criticá-la, os Iluministas, tais escritores irão compreender e propagar que tal Idade é apenas um intermédio entre Idade Antiga e Idade Moderna, e que esse período é  composto por "trevas" e "escuridão", autores como: Voltaire e Rousseau, defensores da liberdade do indivíduo, viam o período como total oposto aos seus ideais, a estrutura da Igreja Católica era vista como algo extremamente contestável para os autores, pois na visão deles a Igreja propagava fanatismo e possuía controle absoluto na vida do cidadão. Em contrapartida, durante o século XIX, existiu uma defesa da Idade Média, seus defensores serão os nacionalistas, que fizeram um revisionismo histórico que possuía como objetivo encontrar marcas na Idade Média que poderia fundamentar seu discurso, a origem dos povos europeus e a expansão do cristianismo.
A periodização sobre Idade Média, será intensificada a partir da escola de annales, Marc Bloch, estabelece métodos das Ciências Sociais à Historiografia, dessa forma em sua obra "A Sociedade Feudal", o autor divide a Idade Média em duas, Alta Idade Média, caracterizado principalmente pela queda do Império Romano do Ocidente, as migrações bárbaras e a  formação dos reinos germânicos, uma fase de intensa instabilidade política e social. Baixa Idade Média, caraterizada pelo desenvolvimento das estruturas feudais, crescimento das cidades e do comércio, assim como a centralização do poder monárquico. Jacques Le Goff, um dos principais historiadores sobre o tema, também contribuiu sobre essa querela, o fator determinante para o início da Idade Média não será 476, quando morre o último imperador romano do ocidente, Rômulo Augusto vale ressaltar que para o autor a relação entre o romantismo, cristianismo e o germanismo se faz extremamente necessária para entender os imbróglios do início do período, em sua obra "A civilização da Europa medieval" o autor estabelece críticas ao germânicos, tal povo será responsável pelo regresso. Outro autor que escreveu sobre o tema foi Hilário Franco Jr, o historiador brasileiro, apresenta outra forma de olhar para o período e apresenta uma nova termologia, Primeira Idade Média, tal termologia apresenta e analisa a Idade Média tendo como três grandes protagonistas: os romanos, germânicos e Igreja Católica e seus representantes. Para Hilário, compreender sem estigmas e preconceitos, é extremamente importante para possuir a noção completa desse período.